# Haus Hamilton
Das Haus Hamilton (engl. House of Hamilton), auch Clan Hamilton genannt, ist eine der bedeutendsten schottischen Adelsfamilien mit vermutlich englischen Ursprüngen. Sie kann zurückverfolgt werden bis zu Walter FitzGilbert, genannt Hamilton, der 1296 Ländereien in Lanarkshire besessen hat. Er schwor König Eduard I. von England Treue und befehligte in englischem Auftrag 1314 Bothwell Castle, in welches die englischen Ritter nach der Schlacht von Bannockburn geflohen waren. Nachdem er sich hier ergeben hatte, wurde er vom schottischen König Robert I. Bruce mit dem Ritterschlag und Ländereien unter anderem in Clydesdale und West Lothian belohnt. Sein Enkel, Sir David of Cadzow, war der erste, der den Nachnamen Hamilton annahm. 

## Geschichte
Der Urenkel von David of Cadzow, James Hamilton wurde 1445 zum Baron und Lord Hamilton erhoben, der zunächst mit der rivalisierenden Adelsfamilie Douglas gegen die schottische Krone verbündet, diese dann aber verriet und aus deren eingezogenen Gütern und Ländereien profitieren konnte. Nach dem Tod seiner ersten Gemahlin heiratete er Prinzessin Mary, älteste Tochter König Jakobs II. von Schottland, die ihrem Sohn die Insel und den Titel des Earl of Arran vererbte. Zwischen ihrem Enkel James Hamilton, 2. Earl of Arran und dem schottischen Thron stand nach dem Tod von König Jakob V. nur noch Maria Stuart. Er wurde als ihr Regent gewählt und behielt dieses Amt bis 1554. Durch König Heinrich II. von Frankreich wurde James zum Duc de Châtelherault erhoben. Sein ältester Sohn James Hamilton, 3. Earl of Arran war als möglicher Ehemann sowohl für Maria Stuart als auch für Königin Elisabeth I. von England im Gespräch, wurde aber 1562 geisteskrank. Ihm folgte sein Bruder John als Earl of Arran, dieser wurde 1599 zum Marquess of Hamilton erhoben.
Der 3. Marquess of Hamilton James Hamilton führte eine Armee von 6.000 Mann zur Unterstützung des Schwedenkönigs Gustav II. Adolf 1631/32, später spielte er eine bedeutsame Rolle bei den Auseinandersetzungen von König Karl I. und den Covenanters. 1643 zum Duke of Hamilton erhoben, führte er eine schottische Armee nach England wurde aber von Oliver Cromwell in der Schlacht von Preston (1648) geschlagen und anschließend enthauptet. 

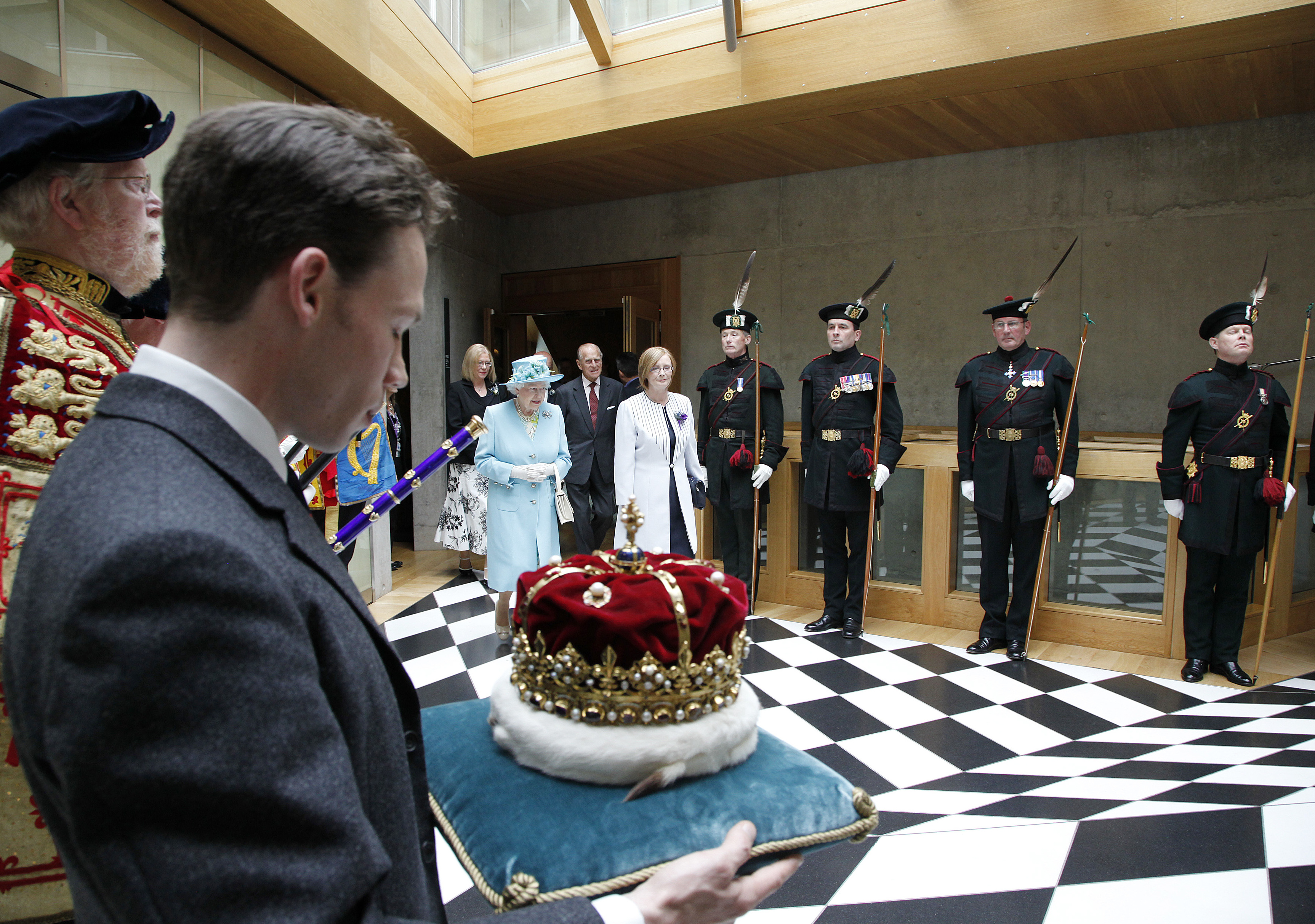
Alexander Douglas-Hamilton, 16. Duke of Hamilton, trägt die schottische Königskrone bei der Parlamentseröffnung 2011 Königin Elisabeth II. voraus.

Nach dem Tod seines Bruders wurde seine einzige Tochter Anne Hamilton Duchess aus eigenem Recht. Ihr Ehemann William Douglas, Earl of Selkirk, nahm den Namen und Titel Hamilton an. Beider Nachkommen nannten sich von da an Douglas-Hamilton. Der Duke wurde High Commissioner und High Admiral von Schottland und Erblicher Verwalter von Holyrood Palace, wo die Hamiltons dann bis Mitte des 19. Jahrhunderts einen Teil des Palasts bewohnten.
Ihr ältester Sohn James Hamilton, 4. Duke of Hamilton, wurde 1711 englischer Duke of Brandon, das Parlament ließ aber Sitz und Stimme, die ihm damit zustand, im House of Lords nicht zu, da er zu den Hauptstützen der Partei der Stuarts in Schottland (Jakobiten) gehörte.
Der gegenwärtige Duke Alexander Douglas-Hamilton, 16. Duke of Hamilton, lebt in Lennoxlove House in East Lothian. Das einstige Stammschloss Hamilton in Hamilton (South Lanarkshire) das 1695 erbaut und als eine der größten nichtköniglichen Residenzen galt, verfiel zusehends und wurde 1921 abgerissen. Hamilton gehört zu den fünf Personen im Vereinigten Königreich, die gleichzeitig zwei Herzogstitel führen.

## Clanzweige

### Schottische Linie
Die Schottische Linie stellt den Clanchief und der jetzige Chief Alexander Douglas-Hamilton ist einer der wenigen Adeligen in Großbritannien, die mehr als eine Herzogswürde führen. Er ist nämlich Herzog von Hamilton und Herzog von Brandon. Zudem ist er erblicher Keeper von Holyrood Palace und hat das Privileg während der Eröffnung des schottischen Parlaments die schottische Königskrone dem Monarchen vorzutragen.

### Irische Nebenlinie Hamilton of Abercorn
1603 wurde James Hamilton, ein Enkel des 2. Earl of Arran, zum Lord und 1606 zum Earl of Abercorn ernannt. Er begründete damit eine Nebenlinie, die sich bald nach Irland verlagerte und dort bis heute besteht. 1790 wurde dem Familienzweig der Titel Marquess of Abercorn verliehen, 1868 dann Duke of Abercorn.

## Titel

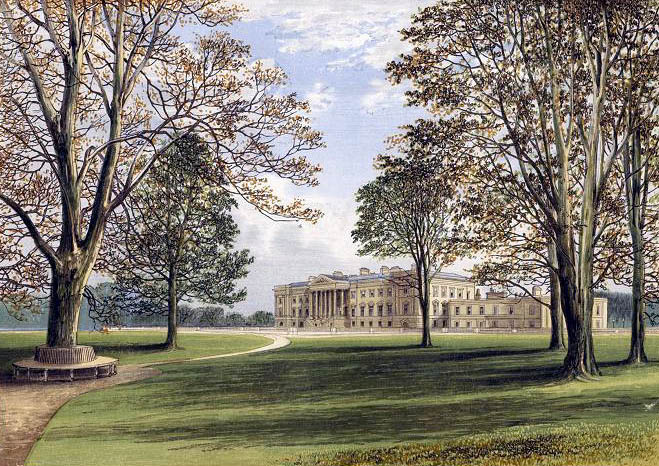
Hamilton Palace im schottischen Hamilton (1921 abgetragen)

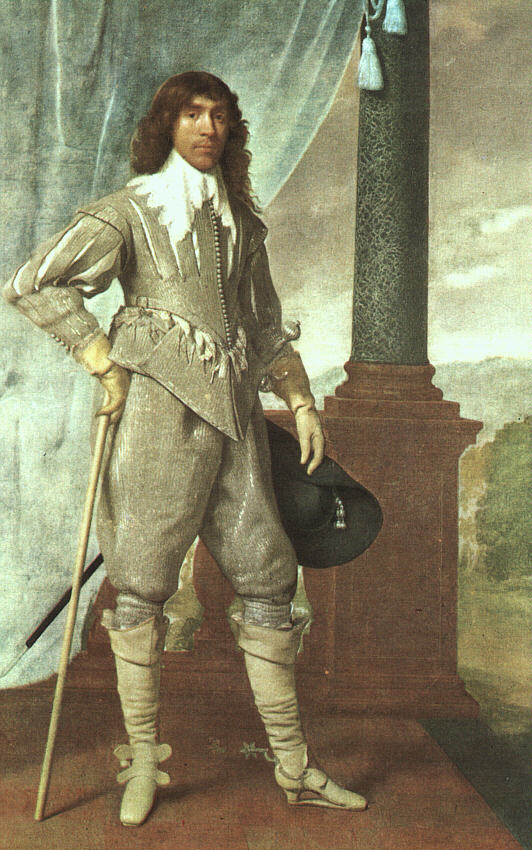
James Hamilton, 1. Duke of Hamilton. Gemälde von Daniel Mytens

### Auflistung der Titel
Mitglieder der Familie Hamilton (und Douglas-Hamilton) führten bzw. führen unter anderem folgende Adelstitel:
Peerage of Scotland
- Duke of Hamilton (1643)
- Marquess of Hamilton (1599)
- Marquess of Douglas (1633)
- Marquess of Clydesdale (1643)
- Earl of Arran (1503, 1643)
- Earl of Abercorn (1606)
- Earl of Haddington (1619)
- Earl of Lanark (1639)
- Earl of Selkirk (1646)
- Earl of Orkney (1696)
- Earl of Ruglen (1697)
- Viscount Riccartoun (1697)
- Lord Paisley (1587)
- Lord Abercorn (1603)
- Lord Bargeny (1639)
- Lord Machanshire and Polmont (1639)
- Lord Aven and Innerdale (1643)
- Lord Belhaven and Stenton (1647)
- Lord Hillhouse (1697)

Peerage of England
- Earl of Cambridge (1619)
- Baron Innerdale (1619)

Peerage of Ireland
- Duke of Abercorn (1868)
- Earl of Clanbrassil (1647, 1756)
- Viscount Claneboye (1622)
- Viscount Boyne (1717)
- Viscount Strabane (1701)
- Baron Hamilton of Strabane (1617)
- Baron Hamilton of Glenawly (1661)
- Baron Mountcastle (1701)
- Baron Hamilton of Stackallan (1715)

Peerage of Great Britain
- Duke of Brandon (1711)
- Marquess of Abercorn (1790)
- Viscount Hamilton (1786)
- Baron Dutton (1711)

Peerage of the United Kingdom
- Baron Brancepeth (1866)
- Baron Hamilton of Dalzell (1886)
- Baron Hamilton of Epsom (Life Peerage, 2005)

Baronetage of Nova Scotia
- Baronet, of West Port (1627)
- Baronet, of Killaugh (1628)
- Baronet, of Broomhill (1635)
- Baronet, of Silvertonhill (um 1646)
- Baronet, of Haggs (1670)
- Baronet, of Preston (1673)
- Baronet, of Barnton (1692)
- Baronet, of Rosehall (1703)

Baronetage of England
- Baronet, of London (1642)

Baronetage of Ireland
- Baronet, of Donalong and Nenagh (1660)
- Baronet, of Monilla (1662)
- Baronet, of Mount Hamilton (1683)
- Baronet, of Manor Cunningham (1775)
- Baronet, of Dunamana (1781)

Baronetage of Great Britain
- Baronet, of Marlborough House (1776)

Baronetage of the United Kingdom
- Baronet, of Woodbrook (1814)
- Baronet, of Trebinshun House (1819)
- Baronet, of Cadogan Square (1819)
- Baronet, of Ilford (1937)

Französischer Adelsstand
- Duc de Châtellerault (1549)

Adelsstand des Heiligen Römischen Reiches
- Reichsgraf von Hamilton zu Neuburg (1698)

### Historische Einordnung der wichtigsten Titel
- Duke of Hamilton wurde für James Hamilton, 1. Duke of Hamilton geschaffen und ist die älteste noch existierende Herzogswürde in der Peerage of Scotland. Demnach ist er dir Premier-Peer of Scotland. Er war zeitweise auch Lordkanzler von Schottland.
- Duke of Abercorn wurde für den Lord Lieutenant of Ireland James Hamilton, 1. Duke of Abercorn geschaffen.
- Duke of Brandon wurde an James Hamilton, 4. Duke of Hamilton verliehen, da er einer der schottischen Representative Peers war, die nach den Acts of Union im Oberhaus sitzen sollten.
- Duc de Châtellerault wurde James Hamilton, 2. Earl of Arran übertragen, um seine Verdienste in der schottisch-französischen Allianzbildung zu würdigen. Nach der Aufhebung der Auld Alliance verlor er den Titel und das daraus generierte Einkommen wieder.
- Reichsgraf von Hamilton zu Neuburg wurde zuerst von Jakob von Hamilton gehalten, der die Reichsherrschaft für 300.000 Gulden kaufte; zuerst nur für 10 Jahre, aber 1701 erhielt er sie vollständig. Er war kaiserlicher Kämmerer und Landvogt der Markgrafschaft Burgau. Nach seinem Tod übernahm sein Sohn für einige Jahre die Grafschaft, bis sie 1719 von Graf Carl Josef von Lamberg-Sprinzenstein gekauft wurde.

## Bilder

Clan-Abzeichen und Motto
Ursprüngliches Familienwappen der Hamiltons
Familienwappen der Hamiltons of Arran
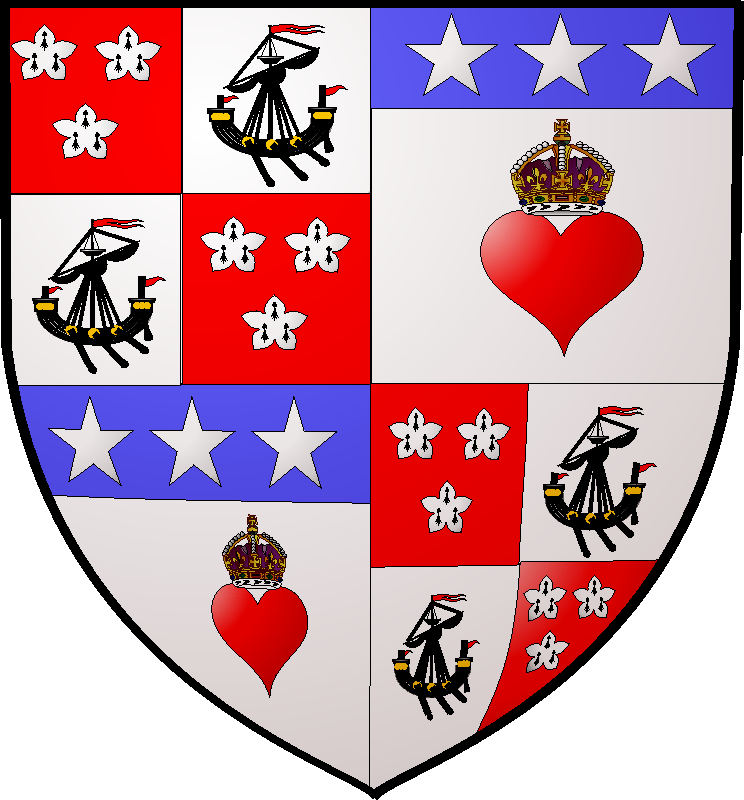
Familienwappen der Douglas-Hamiltons
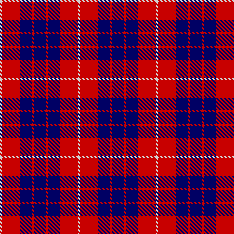
Tartan